# Knížectví Correggio
Correggio (latinsky Corregium, Corrigia) je historické území v severní Itálii v provincii Emilia nazvané podle stejnojmenného města.
V 11. století tu vznikla městská komuna, která však nehrála významnější roli. Město s okolím se postupně dostalo pod vládu rodu, který později přijal přídomek z Correggia. Ten získal v roce 1452 povýšení svého panství (italsky Signoria di Correggio) na hrabství (italsky Contea di Correggio) a v roce 1559 získal i právo razit vlastní mince. Roku 1616 pak získali Correggiové knížecí titul (italsky Principato di Correggio). Nejvíce však město proslavil malíř Antonio Allageri zvaný da Correggio, představitel vrcholné renesance. 

## Seznam panovníků Correggia

### Hrabata
- – 1090 Frogerio, pán Correggia
- – 1452–1472 Manfred I., od 1452 hrabě z Correggia
- † 1504 Borso Condottiere
- † 1518 Gibert, spoluhrabě
- † 1546 Manfred III.
- 1546–1575 Manfred IV., spoluvládce
- 1546–1580 Gibert, spoluvládce
- 1580–1598 Camillus, přijal přídomek
- 1546–1597 Fabricius

### Knížata
- 1598–1631 Cyrus d’Austria, od 1616 kníže
- † 1672 Mauricio
- † 1707 Gibert
- † 1711 Camillus

## Heraldika

znak:
znak pánů z Corregia
hrabata z Corregia
knížata z Corregia
knížata z Corregia (po roce 1616)